# Villes et urbanisation de la Charente-Maritime
La Charente-Maritime est un département moyennement urbanisé avec un taux urbain de 61 % en 2021. Cette proportion demeure nettement inférieure à la moyenne nationale qui est de 81,2% en 2021. Mais la tendance actuelle est à la fois à l’accélération de l’urbanisation et à l'amplification de la rurbanisation qui est très importante dans ce département.

## Une urbanisation encore moyenne mais qui s'accélère
La Charente-Maritime est un département moyennement urbanisé. Si son taux d’urbanisation était de 58.1 % en 2007, il est passé à 61 % en 2021 alors que celui de la France est passé de plus de 77 % à 81.2 
% dans la même période.

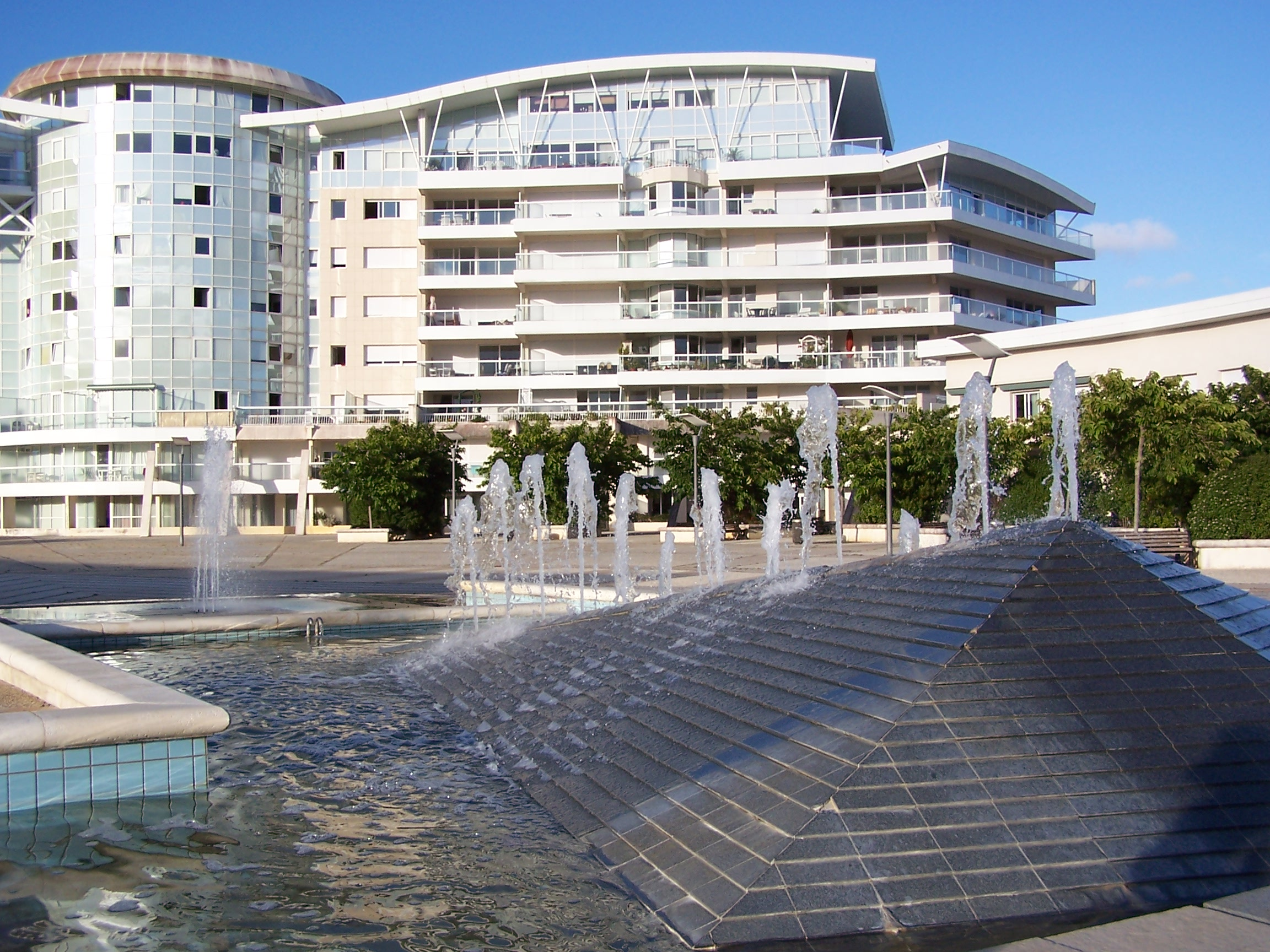
Le nouveau quartier des Minimes à La Rochelle, symbole de l'urbanisation moderne de la ville au début du XXIe siècle.

Mais il existe une distorsion frappante dans le peuplement urbain entre le littoral et l’arrière-pays charentais. Ainsi, sur les dix premières agglomérations urbaines du département, six sont situées sur la façade maritime ou sur les estuaires des fleuves (La Rochelle, Rochefort, Royan, La Tremblade, Marennes et Saint-Pierre-d'Oléron).
En 2021, à côté des quatre principales agglomérations urbaines qui sont par ordre démographique La Rochelle (138 236 habitants), Royan (40 122 habitants),
Rochefort (38 009 habitants) et Saintes (30 064 habitants), un réseau de villes secondaires est en place depuis longtemps et joue efficacement un rôle de relais entre le monde rural et les quatre villes importantes du département. Cette situation particulière est due au fait qu’il n’existe pas de grande ville ou de métropole régionale qui polarise à elle seule tout l’espace géographique du département.
Si la Charente-Maritime ne compte pas de grande ville à proprement parler, seule l’agglomération urbaine de La Rochelle dépasse les 100 000 habitants, avec 138 236 habitants. La Rochelle fait partie des 7 agglomérations urbaines de la région Nouvelle Aquitaine qui dépassent les 100 000 habitants et elle a franchi ce cap en 1975.
Trois autres agglomérations urbaines moyennes, de taille relativement comparable, font partie de l’armature urbaine majeure du département : Royan (40 122 habitants), Rochefort (38 009 habitants)
et Saintes (30 064 habitants).

## Les villes principales
Les quatre agglomérations principales du département sont La Rochelle et Rochefort qui polarisent le nord-ouest de la Charente-Maritime, tandis que Saintes domine le centre du département autour de la vallée de la Charente et Royan la rive droite de l'estuaire de la Gironde.

### La Rochelle-Rochefort
Le nord-ouest de la Charente-Maritime est polarisé par La Rochelle et son agglomération, qui est le principal pôle urbain de la Charente-Maritime avec 138 238 habitants en 2021 et occupe le 5e rang en région Nouvelle Aquitaine après  Bordeaux,  Bayonne, Pau et Limoges et devançant Poitiers. 
Port de pêche à ses débuts, puis grand port maritime sur l'océan Atlantique aux trafics multiples, à l'origine de son développement urbain, la préfecture de la Charente-Maritime est devenue une ville particulièrement dynamique grâce à ses nombreuses activités industrielles, commerciales et à sa fonction tertiaire supérieure où l'Université de La Rochelle y joue un rôle de premier plan. Le tourisme contribue à accroître l'attractivité de cette ville portuaire dotée d'un riche patrimoine historique et culturel.
Avec de tels atouts, La Rochelle est la première  ville entre Loire et Gironde. L'aire d'attraction de La Rochelle rassemble plus du tiers de la population de la Charente-Maritime en 2021 et elle figure au 6e rang en région Nouvelle-Aquitaine avec 247 139 habitants en 2021.
Au sud de l'agglomération rochelaise et reliée par un bon réseau de communications, l'agglomération de Rochefort se place au troisième rang départemental avec 38 009 habitants en 2021. "Ville moderne" du XVIIe siècle et ancien arsenal  maritime, Rochefort est devenu un centre urbain multi fonctionnel, qui mise beaucoup sur le tourisme et sur le thermalisme étant la 1re station thermale de Charente-Maritime. Sous-préfecture et siège de la Communauté d'agglomération Rochefort Océan, Rochefort polarise toute la région de  l'estuaire de la Charente jusqu'à son embouchure et est au centre de l'aire d'attraction de Rochefort qui se classe au 4e rang départemental après les aires d'attraction de  La Rochelle, Saintes et  Royan.
Ces deux agglomérations exercent une forte influence sur tout le nord-ouest de la Charente-Maritime, correspondant à l'ancienne province de l’Aunis et qui, pendant un temps, ont tenté un rapprochement interurbain dans le cadre du Bipôle La Rochelle-Rochefort.

### Saintes, deuxième aire d'attraction des villes de la Charente-Maritime
Située au centre de la Charente-Maritime et bordée par le fleuve Charente, Saintes occupe une position géographique privilégiée dans ce département dont elle tire un grand avantage.
Carrefour de voies de communication par excellence par son rôle de noeud ferroviaire et de desserte autoroutière, cette ville au riche patrimoine historique possède de nombreux atouts économiques lui permettant d'être le plus grand pôle d'emplois en Charente-Maritime après La Rochelle grâce surtout à ses fonctions tertiaires diversifiées.
Deuxième ville de la Charente-Maritime avec 25 518 habitants en 2021, l'agglomération de Saintes est au cœur de la deuxième aire d'attraction du département qui rayonne sur 62 communes et qui, en 2021, s'élève à 80 501 habitants.

### Royan, troisième aire d'attraction des villes de la Charente-Maritime
Sur la rive droite de l’estuaire de la Gironde, se situe Royan qui est au cœur d’un arc urbain parmi les plus attractifs de la Charente-Maritime.
Cette dynamique station balnéaire est un centre touristique majeur en Charente-Maritime et l'un des trois plus importants en région Nouvelle-Aquitaine aux côtés d'Arcachon et de Biarritz. Le tourisme est l'activité essentielle de cette région urbaine favorisant l'essor économique de la Communauté d'agglomération Royan Atlantique.
Avec 40 122 habitants en 2021, l'agglomération de Royan se classe au 2e rang départemental et rayonne au cœur de la troisième aire d'attraction des villes de la Charente-Maritime avec 73 582 habitants en 2021, étant devancée par les aires d'attraction de La Rochelle et de Saintes.

## Les petites villes

### Les villes de la vallée de la Seudre: Marennes, La Tremblade et Saujon
Trois centres urbains animent la vallée de l'estuaire de la Seudre avec des fonctions urbaines très proches. Ce sont des villes attractives  exerçant une influence locale notable du fait de leurs activités commerciales et de services.
Berceau historique de l'ostréiculture à laquelle la ville doit sa renommée,  Marennes-Hiers-Brouage s'est développée sur la rive droite de la Seudre près de son embouchure face à l'île d'Oléron. Cette ancienne sous-préfecture garde des fonctions de commandement local en abritant notamment les sièges administratifs de la Communauté de communes du Bassin de Marennes et du Pays Marennes-Oléron. La ville est au cœur de l'aire d'attraction de Marennes qui, avec 11 779 habitants en 2021, la place au 8e rang des aires d'attraction des villes de la Charente-Maritime. Elle demeure un centre attractif sur la partie nord de l'estuaire de la Seudre par son rôle de carrefour routier et ses sites d'intérêt touristique, étant de plus un des principaux pôles d'emplois du Pays de Marennes Oléron.
La Tremblade, qui occupe la rive gauche de la Seudre, est avant tout le principal centre de production et de commercialisation des huîtres du bassin de Marennes-Oléron. C'est également avec le site balnéaire de Ronce-les-Bains une importante station touristique. La Tremblade est au sein d'une connurbation en continuelle expansion démographique qui dépasse désormais les 10 000 habitants (12 560 habitants en 2021), ce qui la classe au cinquième rang en Charente-Maritime.
Saujon, située en amont de l'estuaire de la Seudre, est un des principaux centres du thermalisme de la Charente-Maritime. Centre traditionnel de commerces et important carrefour de voies de communication, Saujon s'est considérablement développée depuis le début du XXIè siècle en devenant un centre de villégiature très recherché pour les retraités. Avec 7 183 habitants en 2021, elle est aujourd'hui la neuvième ville de la Charente-Maritime ; elle fait partie de l'orbite urbaine de Royan étant la deuxième ville de l'aire d'attraction de Royan.

### Saint-Pierre-d'Oléron, centre géographique de l'île d'Oléron
Centre géographique de l'île d'Oléron, Saint-Pierre-d'Oléron avec 6 625 habitants en 2021 demeure la ville principale de l'île d'Oléron, abritant par ailleurs le siège administratif de la Communauté de communes de l'île d'Oléron. Tirant son avantage des ressources de l'océan Atlantique, la ville possède quelques atouts à l'origine de son essor. Avec le site portuaire de La Cotinière sur la côte ouest, elle est le premier port de pêche artisanale de la Charente-Maritime et dans le "top 10" des ports de pêche français. C'est également un centre ostréicole sur la côte est et un centre touristique avec ses nombreuses plages aménagées principalement sur la côte ouest.

### La Flotte-Saint-Martin de Ré, agglomération bicéphale de l'ile de Ré
La Flotte et Saint-Martin-de-Ré forment la principale agglomération urbaine de l'île de Ré rassemblant 5 280 habitants en 2021, soit le tiers de la population de l'île. Cette petite agglomération demeure un centre attractif sur l'ile de Ré, notamment par l'offre variée des services et des commerces, des activités maritimes grâce à la plaisance nautique et pour ses sites balnéaires avec des plages bien équipées. Cette petite agglomération profite du tourisme en étant également un centre de villégiature recherchée autant pour les touristes que pour les retraités.

### Surgères, principale ville de la plaine de l'Aunis
Située à l'est de la plaine de l'Aunis et baignée par les eaux de la Gères à laquelle elle doit son nom, Surgères est une cité attractive qui compte 6 825 habitants, ce qui la place au 9e rang des  villes de la Charente-Maritime et à la 7e place départementale par son aire d'attraction qui rassemble 15 212 habitants en 2021. Ville de tradition industrielle, à l'origine du mouvement coopératif laitier dans le Centre-Ouest de la  France, la ville a su développer un secteur commercial et de services tertiaires et demeure un des principaux pôles d'emplois en Charente-Maritime. De plus, elle est le siège de la Communauté de communes Aunis Sud où elle  étend son influence sur  24 communes dont fait partie la dynamique petite ville d'Aigrefeuille-d'Aunis.

### Saint-Jean-d'Angély, principale ville de la Saintonge du Nord
Au nord de Saintes et de plus en plus sous l'influence urbaine de cette dernière se trouve Saint-Jean-d'Angély, ville de 6 705 habitants - 7 940 habitants dans son unité urbaine en 2021 - exerçant le rôle de sous-préfecture et  de pôle de commandement à l'échelle de son arrondissement étant le siège de la Communauté de communes Vals de Saintonge. Cette petite ville au riche patrimoine historique, longée par la Boutonne, cherche un nouveau souffle pour relancer son économie urbaine par les espoirs fondés sur le thermalisme. Elle est au centre de la 5e  aire d'attraction des villes de la Charente-Maritime avec 20 719 habitants en 2021.

### Les villes de la vallée de la Seugne: Pons et Jonzac
Deux villes dominent la vallée de la Seugne en Haute Saintonge.
Pons est une petite ville sur les bords de la Seugne qui commande la  plus petite aire d'attraction des villes de Charente-Maritime avec 6 522 habitants en 2021, elle est la deuxième ville de la Communauté de communes de la Haute Saintonge. Centre industriel encore actif, la petite cité, dominée par son donjon médiéval et riche d'un intéressant patrimoine historique, s'est transformée en un centre touristique animé. 
Plus au sud, Jonzac, baignée par la Seugne, est la première agglomération urbaine du Pays de Haute-Saintonge regroupant 5 396 habitants en 2021, et au centre de la 6e aire d'attraction des villes de la Charente-Maritime avec 16 316 habitants. Siège administratif de la Communauté de communes de la Haute Saintonge et exerçant le rôle de sous-préfecture, c'est également un important pôle d'emplois dans le sud de la Charente-Maritime grâce notamment au développement remarquable de ses activités touristiques et thermales.

## Liste des 20 premières villes de la Charente-Maritime en 2021
| Commune                  | Population  |
| ------------------------ | ----------- |
| La Rochelle              | 78 535 hab. |
| Saintes                  | 25 518 hab. |
| Rochefort                | 23 092 hab. |
| Royan                    | 19 029 hab. |
| Aytré                    | 9 578 hab.  |
| Périgny                  | 8 741 hab.  |
| Tonnay-Charente          | 8 195 hab.  |
| Lagord                   | 7 287 hab.  |
| Saujon                   | 7 183 hab.  |
| Surgères                 | 6 825 hab.  |
| Saint-Jean-d'Angély      | 6 705 hab.  |
| Puilboreau               | 6 635 hab.  |
| Saint-Pierre-d'Oléron    | 6 627 hab.  |
| Châtelaillon-Plage       | 6 227 hab.  |
| Marennes-Hiers-Brouage   | 6 175 hab.  |
| Dompierre-sur-Mer        | 5 961 hab.  |
| Nieul-sur-Mer            | 5 798 hab.  |
| Saint-Xandre             | 5 384 hab.  |
| Saint-Georges-de-Didonne | 5 170 hab.  |
| Sainte-Soulle            | 5 016 hab.  |

Par ailleurs, 55 autres communes comptent plus de 2 000 habitants en 2021, soit 1 commune sur 6 en Charente-Maritime. Ainsi, selon les données statistiques de l'INSEE en 2021, la Charente-Maritime recense 75 communes de plus de 2 000 habitants, ce qui constitue un record pour le département. Parmi celles-ci 47 ont plus de 3 000 habitants, chiffre jamais atteint jusque-là.

### Repères bibliographiques
- Roger Béteille et Jean Soumagne (ouvrage collectif sous la coordination de), La Charente-Maritime - Milieu - Économie - Aménagement, Publication de l'Université Francophone d'Été de Jonzac, 1987. (Ouvrage de référence bien qu'un peu vieilli, l'édition datant de 1987)).
- Bonneton (Christine) (ouvrage collectif sous la direction de), Charente-Maritime, Encyclopédie Bonneton, Paris, 2001. (Chapitre Population et armature urbaine par Bernard Guesnier, p.p.278/286).
- Jean Combe et Jacques Daury, Guides des départements - La Charente-Maritime, éditions du Terroir, 1985. (Chapitre Les villes et les paysages urbains par Jean Pitié, p.p.16/19.).
- Jacques Pinard, Les industries du Poitou et des Charentes - Étude de l'industrialisation d'un milieu rural et de ses villes, S.F.I.L. & Imprimerie Marc Texier, Poitiers, 1972. (Monographies urbaines traitées dans la Troisième partie : Les types régionaux d'industrialisation, p.321/470). (Thèse universitaire vieillie mais qui a encore gardé toute sa pertinence).